# 大清水 (名古屋市)
大清水（おおしみず）は、愛知県名古屋市緑区の町名。現行行政地名は大清水一丁目から大清水五丁目。住居表示未実施。

## 地理
名古屋市緑区東部に位置し、大清水西、大清水東、鎌倉台、八つ松、砂田、平手南、水広、豊明市間米町と接する。

### 河川
- 扇川

## 歴史

### 町名の由来
鳴海町の小字名「大清水」による。かつては「田楽ヶ窪（でんがくがくぼ）」とも呼ばれていたのだという。『尾張旧廻記』の田楽ヶ窪の項には「其所に清水の出るといへり」とあり、字義通り山の中で清水が湧き出ていたのだという。

### 沿革
- 2003年（平成15年）9月27日 - 緑区鳴海町字大清水、字篭山、字平手の一部より大清水一丁目、同字大清水、字平手の一部より大清水二丁目、同字大清水の一部より大清水三丁目、同字大清水、字八ツ松の一部より大清水四丁目および大清水五丁目がそれぞれ成立[1]。
- 2010年（平成22年）11月6日 - 緑区鳴海町字大清水、字八ツ松の一部が同区大清水四丁目および五丁目になる[8]。
- 2014年（平成26年）11月15日 - 緑区鳴海町字大清水、字平手、字水広下の一部が同区大清水二丁目に、同字大清水、字水広下の一部が同区大清水三丁目になる[9]。

## 世帯数と人口
2019年（平成31年）3月1日現在の世帯数と人口は以下の通りである。
| 丁目         | 世帯数    | 人口    |
| ------------ | --------- | ------- |
| 大清水一丁目 | 393世帯   | 1,027人 |
| 大清水二丁目 | 574世帯   | 1,465人 |
| 大清水三丁目 | 425世帯   | 1,124人 |
| 大清水四丁目 | 304世帯   | 909人   |
| 大清水五丁目 | 451世帯   | 1,199人 |
| 計           | 2,147世帯 | 5,724人 |

### 人口の変遷
国勢調査による人口の推移
| 2005年（平成17年） | 4,086人 | [ 10 ] |  |
| 2010年（平成22年） | 4,324人 | [ 11 ] |  |
| 2015年（平成27年） | 5,471人 | [ 12 ] |  |

## 学区
市立小・中学校に通う場合、学校等は以下の通りとなる。また、公立高等学校に通う場合の学区は以下の通りとなる。なお、小・中学校は学校選択制度を導入しておらず、番毎で各学校に指定されている。
| 丁目         | 小学校                                          | 中学校                                      | 高等学校 |
| ------------ | ----------------------------------------------- | ------------------------------------------- | -------- |
| 大清水一丁目 | 名古屋市立大清水小学校                          | 名古屋市立鎌倉台中学校                      | 尾張学区 |
| 大清水二丁目 | 名古屋市立鳴海東部小学校 名古屋市立大清水小学校 | 名古屋市立扇台中学校 名古屋市立鎌倉台中学校 | 尾張学区 |
| 大清水三丁目 | 名古屋市立大清水小学校                          | 名古屋市立鎌倉台中学校                      | 尾張学区 |
| 大清水四丁目 | 名古屋市立大清水小学校                          | 名古屋市立鎌倉台中学校                      | 尾張学区 |
| 大清水五丁目 | 名古屋市立大清水小学校                          | 名古屋市立鎌倉台中学校                      | 尾張学区 |

## 施設

### 大清水二丁目
- 大清水北公園

1992年（平成4年）2月21日供用開始。

### 大清水三丁目
- 緑警察署平手交番
- 大清水東公園

1991年（平成3年）4月1日供用開始。

### 大清水四丁目
- 八ツ松公園

1992年（平成4年）2月21日供用開始。
- 八ツ松東公園

2009年（平成21年）7月25日供用開始。

### 大清水五丁目
- 大清水公園

1989年（平成元年）4月1日供用開始。
- 大清水第二公園

1996年（平成8年）1月10日供用開始。
- 水広南公園

1992年（平成4年）2月21日供用開始。

## その他

### 日本郵便
- 郵便番号 : 458-0805[4]（集配局：緑郵便局[16]）。